# Andrej Perlah
Andrej Perlah (nemško Andreas Perlach ali Andreas Perlacher, latinsko Andreas Perlachius), matematik, astronom, zdravnik in astrolog, * 17. november 1490, Svečina nad Mariborom, † 11. junij ali 19. junij 1551, Dunaj

## Življenje in delo
Perlah je študiral matematiko na dunajski univerzi. Po artističnem licenciatu leta 1516 je bil več kot 30 let profesor na dunajski univerzi, sprva za matematiko in astronomijo na Filozofski fakulteti, po doktoratu iz medicine leta 1530 pa na Medicinski fakulteti.Živel je v Evropi.
Ko se je Perlah vpisal na dunajsko univerzo, je na artistični (filozofski) fakulteti še vedno vladala Aristotelova filozofija, glede astronomije pa po Peurbachu in Regiomontanu predelana Ptolemejeva teorija planetov. Morda so predavatelji astronomije v svojih predavanjih že nakazovali heliocentrične zamisli. Vsekakor je bil študij matematike zelo kakovosten in zahteven. Sodobno je bilo izdajanje astronomskih efemerid, raznih almanahov, koledarjev in letopisov, kjer se je kazal vpliv predhodnikov Peurbacha in Regiomontana. V teh spisih so se na splošno astronomski podatki (practica) mešali z astrološkimi dodatki - prerokovanji (prognostica) in zdravniškimi nasveti. Zato so bile knjižice uporabne, zanimive in zelo priljubljene. Dunajska univerza je imela bogato tradicijo dobrih matematikov in astronomov. Tak je bil navsezadnje tudi Perlah. Na tej univerzi sta neumorno delala Peurbach in Regiomontan, ki sta svoje znanje posredovala mlajšim, posredno tudi Perlahu in tako brez dvoma vplivala na njegovo astronomsko delovanje. Sicer pa je bil Perlah Tannstetterjev učenec. Perlah se je že kot študent ukvarjal z astronomijo. Prepisoval in prirejal je dela starejših avtorjev. Petkrat je bil dekan, enkrat rektor univerze (1549). Zavzeto je poskušal odpraviti kugo in objavil navodila za obrambo pred njo, ki pa niso ohranjena. Vsa njegova dela so pisana v latinščini in so izšla na Dunaju. Med astronomskimi deli je veliko almanahov.
Leta 1517 je izdal svoje prve astronomske efemeride, Novi almanah za leto 1518, skrbno preračunan za dunajski poldnevnik in s posvetilom dunajskemu škofu Slatkonji, ki je bil velik prijatelj matematike in fizike. Leta 1518 je sledil Almanah ali knjiga efemerid, zajet iz komentarjev njegovega učitelja Tannstätterja in razporejen od Perlaha na 50 propozicij. Zadnjih 25 propozicij vključuje navodila, ki v smislu astrologije posredujejo nasvete za pravočasno puščanje krvi, striženje las in obrezovanje nohtov. Leta 1519 je izdal Novi almanah za leto 1520 (Almanach novum, Viennae Pannoniae 1520). Leta 1528 je objavil Efemeride za leto 1529, ki so že njegovo samostojno delo. V njem se Perlah ne sklicuje več na tablice svojih predhodnikov. Na povsem svojstven način posreduje preglednice z razporeditvijo in lego planetov med seboj in glede na svetlejše zvezde. Na tak način ni obravnaval planetov še nihče pred njim. V letu 1530 so izšle Efemeride za leto 1531. Te efemeride vsebujejo tudi Prognosticon. Da bi seznanil širšo javnost z astronomsko-astrološkim naukom, je efemeride prevedel tudi v nemščino. Latinski izvleček Efemerid pa je oskrbel njegov učenec Kukec.
Perlahov prijatelj Jacob Taurrelus je leta 1551 izdal Komentarje k Perlahovim efemeridam (Commentaria ephemeridum clarissimi viri, Viennae Austriae 1551). To so vse do danes zbrane Perlahove tiskane astronomske knjige. Verjetno pa je Perlah napisal vsaj še dve ali tri tiskana dela, tako letopisa za leto 1528 in leto 1530 ter izdal Peurbachove tablice mrkov.
Bil je Kopernikov sodobnik. Perlah je prvi astronom z današnjega slovenskega ozemlja, ki je zapustil tiskane knjige. V poznejših delih je uporabil nov način prikazovanja astronomskih podatkov, predvsem o razporeditvi in legi planetov. V podatkih je že obravnaval lege planetov med seboj in glede na zvezde. Sestavil je tudi nekaj inštrumentov (po svoji zamisli astrolab (astrolabium arithmeticum) in trikveter (organum Ptholemei)). S svojim astrolabom je opazoval planet Merkur, kar se je tedaj posrečilo le redkim. V Efemeridah za leto 1531 je omenjal še konstrukcijo dveh astronomskih naprav. Najbrž gre za kako od kotomernih priprav, ki so bile tedaj v praktični uporabi (torkvet, armila, kvadrant). Ko je v njih omenjal te naprave, je dodal, da so ga sicer nekateri neuki zasmehovalci zbadali, a ga je tolažila misel, da so imeli celo največji zvezdoznanci svoje obrekovalce.
Zaradi njegovega matematičnega in medicinskega znanja ga včasih imenujejo slovenski Evklid in Hipokrat.